# إبراهيم جوهر
إبراهيم جوهر المرزوقي (مواليد 22 يونيو 1988) لاعب كرة قدم بحريني يلعب حاليا لصالح نادي الدرجة الأولى البحرين البحريني في مركز الظهير الأيسر من 2012.

## الإنجازات

### الرفاع
- الدوري البحريني الممتاز (1): 2012
- كأس ملك البحرين (1): 2010

### البحرين
- الدرجة الثانية (1): 2016